# Richard Dempsey

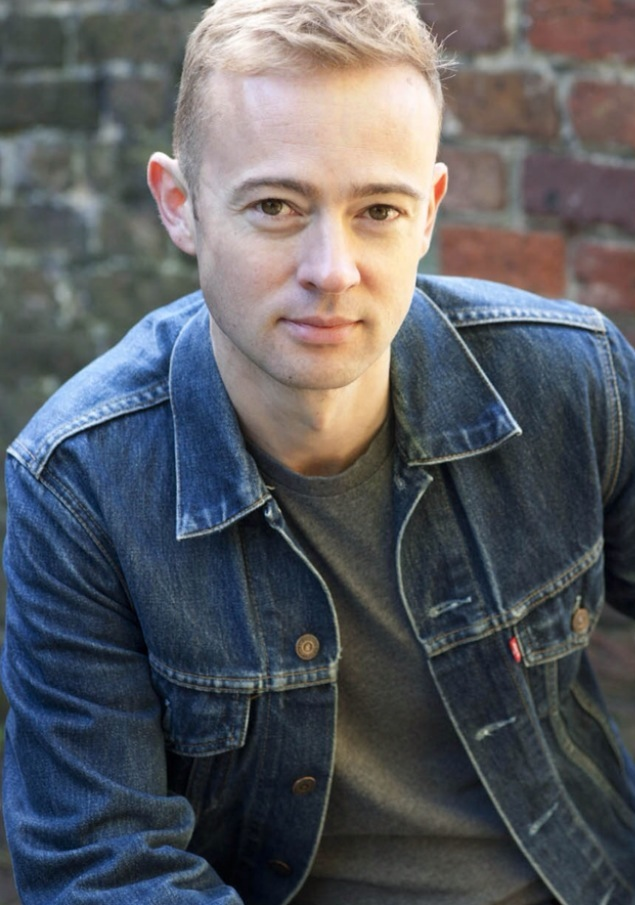
Richard Dempsey, 2013

Richard Dempsey (* 16. Mai 1974 in Hertfordshire, England) ist ein englischer Bühnen- und Filmschauspieler.

## Biographie
Richard Dempsey spielte seine erste Rolle im Alter von 14 Jahren als Peter Pevensie, eine der Hauptrollen der ersten BBC-Verfilmung der Chroniken von Narnia aus dem Jahr 1988. Im Alter von 17 stand er zum ersten Mal auf der Theaterbühne als Jack in der Londoner Produktion des preisgekrönten Musicals Into the woods von Stephen Sondheim. Er spielte auch die Rolle des Nick Piazza im bekannten West-End-Musical Fame in den Jahren 1995/96 und das hässliche Entlein Ugly im Musical Honk!. Seit den 90er Jahren hat er viele Rollen im Film, Fernsehen und auf der Bühne verkörpert (z. B. mit der Royal Shakespeare Company).
2007 spielte er den Neil Kellerman in der Bühnenadaptation des Films Dirty Dancing von Eleanor Bergstein im Aldwych Theatre im Londoner West End. In diesem Jahr spielte er in dem Stück Chatroom/Citizenship, das auf diversen Bühnen in England und Wales gastierte und vom 20. November 2007 bis 2. Januar 2008 im Londoner National Theatre aufgeführt wurde. Nachdem Dempsey an einem Workshop für das neue Musical Up The Junction teilgenommen hat, das auf den Songs der Band Squeeze basiert und von der Really Useful Group entwickelt wurde, ist er zurzeit mit dem Stück The One Hour Dream unter der Regie von Edward Hall auf Tournee.
Richard Dempseys Stimme ist zu hören auf den Originalaufnahmen der Musicals Into the woods, Fame, Honk!, Just so und Dirty Dancing; ebenso auf der CD Weird and Wonderful von Alexander S. Bermange.
Richard Dempsey lebt und arbeitet in London.

## Filmographie
- The Chronicles of Narnia: The Lion, the Witch and the Wardrobe / dt.: Der König von Narnia (1988) – Peter Pevensie
- The Chronicles of Narnia: Prince Caspian / dt.: Prinz Kaspian von Narnia / Die Reise auf der Mörgenröte (1989) – Peter Pevensie
- Tonight at 8.30 (1991) – Mr Burnham
- The Good Guys (1992) – Dominic
- Anna Lee - Headcase (TV-Serie) (1992) – Sam Tulloch
- The Casebook of Sherlock Holmes - The Last Vampyre (1992) – Jack Ferguson
- Don’t Leave Me This Way (1992) – Felix Neil
- Prince of Jutland (1993) – Sigurd
- Inspector Alleyn - Dead Water (TV-Serie) (1993) – Patrick
- Wycliffe - Lost Contact (TV-Serie) (1995) – James Coryn
- The Student Prince (1997) – Sebastian
- Crime Traveller (1997) – Nicky Robson
- The Barber of Siberia / dt.: Der Barbier von Sibirien (1998) – Der Stotterer
- 24 Hours in London (1998) – Olly Walsh
- Tilly Trotter (1999) – Harry Sopwith
- Scarlet Pimpernel (1999) – Comte de Claris de Florian
- Aristocrats (1999) – Lord Beaufield
- Wives and Daughters (1999) – Mr Bold
- The Ancients (2000) – Francis Finch
- Cleopatra (2001) – Octavian
- Doctors (2003) – Gareth Appleton
- Island at War (2004) – Eugene La Salle
- Egypt (2005) – William Beechey
- Warlock (2005) – Moeran